# Cleantis phryganea
Cleantis phryganea là một loài chân đều trong họ Holognathidae. Loài này được Hale miêu tả khoa học năm 1924.